# Hasan Hüsnü Erdem
Hasan Hüsnü ef. Erdem (Antalya, 8. srpnja 1889. – Antalya, 20. kolovoza 1974.), turski teolog, šesti po redu predsjednik Uprave za vjerske poslove Turske.

## Djela
- Ebedî Risâlet (Ankara, 1948)
- Riyâzü’s-sâlihîn ve Tercemesi I-III (Ankara, 1949)
- İlâhî Hadisler (Ankara, 1952)
- Kırk Kudsi Hadis (Ankara, 1952)
- Berat Gecesi Hakkında Bir Tetkik (Ankara, 1953)
- Oruç ve Ramazan İbadetlerine Dair Yüzbir Hadis (Ankara, 1954)
- Abdest Almanın Diş ve Göz Sağlığı Bakımından Önemi (Ankara, 1963)
- Riyâzü’s-sâlihîn Hadislerinin Ravileri Olan Ashâb-ı Kirâm’ın, Hadis İmamlarının Hal Tercümeleri (Ankara, 1964)

## Vanjske poveznice
- Hasan Hüsnü Erdem